# Підпір повітря

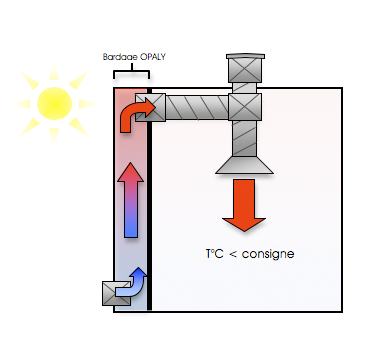
Підпір при вентиляції приміщень.

Підпір повітря - підвищення тиску повітря понад атмосферного перед перешкодою внаслідок швидкісного напору або ж всередині приміщення внаслідок дії припливної вентиляції.
Підпір при вентиляції приміщень - надмірний порівняно з сусідніми приміщеннями або атмосферою тиск повітря у виробничому приміщенні, створюваний засобами вентиляції шляхом перевищення обсягу припливу над витяжкою .